# 火星日

火星では、時間1の後に時間2が続くのは、恒星日の長さ。時間1の後に時間3が続くのは、太陽時またはSolの長さ。

火星日（かせいじつ、Sol、Mars-day、Martian day）とは、火星における一日の時間である。火星の一日は、地球における時間の単位を使用すると、平均24時間39分35.244秒となる。
地球が365日で一年となるように、火星日（Sol）が約668 Solで火星の一年となる。地球と同じように春分などの季節があり、日の入りや夏の日照時間なども同様に変化する。Solという単位は、ラテン語の太陽に由来し、1976年に行われたNASAの火星探査計画バイキング計画において用いられ定着した。
地球での昨日などと区別し、yestersol、tosolのように、DayとSolを置き換えて使用される。明日に当たる tomorrow では、nextersol、morrowsol、solmorrowなどの使用が認められる。